# العمارة القوطية في البندقية

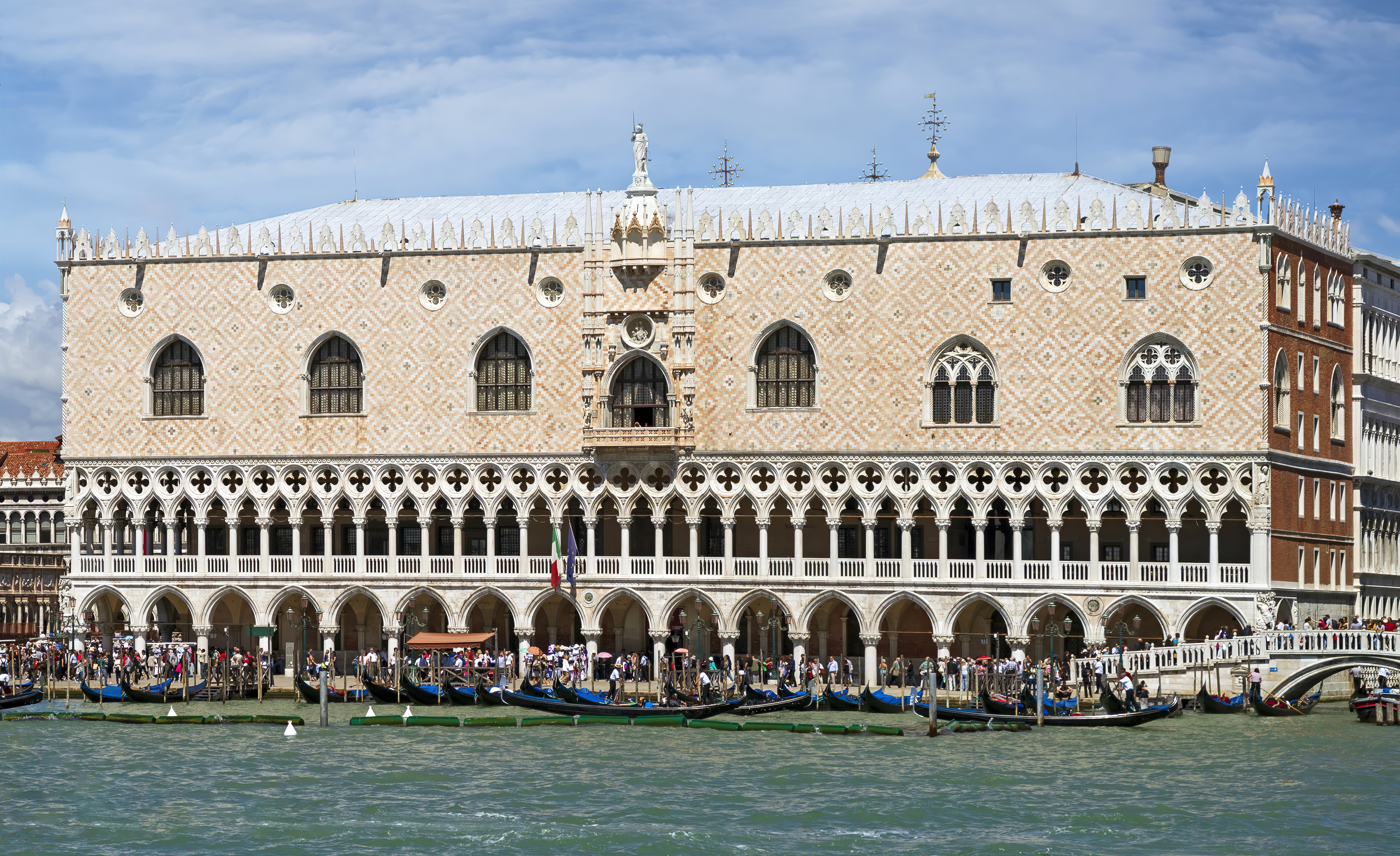
الأقواس القوطية التي تزين قصر دوجي، البندقية. غالبًا القرن الرابع عشر

القوطية البندقية هي الأسلوب المعماري المحلي المتنوع للبندقية المكون من العمارة القوطية الإيطالية، مع تضافر التأثيرات الناتجة عن متطلبات المباني المحلية وبعض من تأثيرات العمارة البيزنطية والبعض الآخر من العمارة الإسلامية، والذي يعكس الشبكة التجارية للبندقية. يبلغ الأسلوب أوج تميزه وخصوصيته في المباني العامة وهذا ما يُعتبر أمرًا غير اعتيادي بالنسبة لعمارة العصور الوسطى، إذ إن أغلب الأمثلة الصامدة هي أبنية علمانية.
يُعد قصر دوجي وكا دورو من أهم الأمثلة المعروفة على الأسلوب، إذ يتميز كلاهما بوجود اللوجيا (معرض خارجي مسقوف إما طابقي أو أرضي) ذات الأعمدة الصغيرة المتقاربة مع الكثير من زخرفة المتداخلات والمتشابكات التي تعلوها فتحات على شكل زهرات رباعية تمتد على طول سقف اللوجيا، مع زخرفة ملونة تغطي المساحة الفارغة من الجدران. جنبًا إلى جنب مع الأوجي (زخرفة تضم قوسين متعاكسين) الذي تتوجه الحليات النافرة وزخارف نافرة بشكل الحبال المعقودة أو الملتفة، تشكل هذه الخصائص أهم السمات المميزة للأسلوب. تميل العمارة الكنسية القوطية إلى أن تكون بندقية لكن بشكل أقل تميزًا من بقية أنحاء إيطاليا.

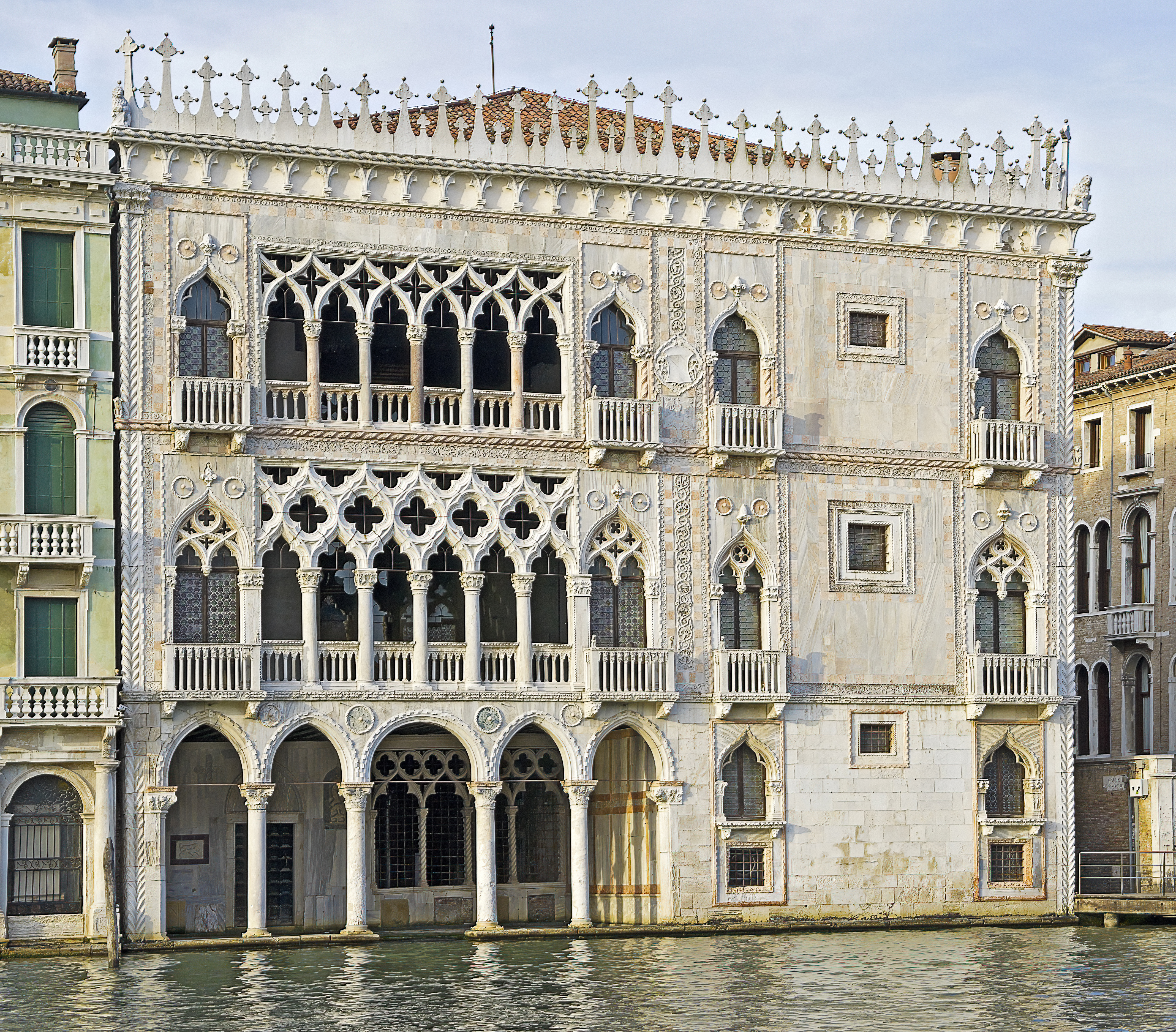
كا دورور على القنال الكبيرة، 1428- 1430

من المحتمل أن بداية الأسلوب تعود إلى ما لا يتجاوز القرن الثالث عشر، على الرغم من أن تواريخ القصور القوطية المبكرة، وخاصة سماتها الخاصة مثل النوافذ التي تحتويها، غير مؤكدة بصورة عامة. سيطر الأسلوب في القرن الرابع عشر، وبسبب المباني المحافظة في المدينة ذات الأسلوب القوطي الخاص بالبندقية، وخاصة في القصور الأصغر حجمًا، استمر الأسلوب حتى النصف الثاني من القرن الخامس عشر، واحتفظت عمارة الإحياء البندقية في كثير من الأحيان بأصولها القوطية.
بدأ إحياء للأسلوب كجزء من حركة الإحياء القوطية الأوسع في العمارة الفيكتورية، خلال القرن التاسع عشر واستوحي من كتابات روسكين على وجه الخصوص. بُنيت قصور البندقية في العصور الوسطى أيضًا، على رقع أرضية ضيقة للغاية، فكانت عبارة عن صناديق طويلة مستطيلة الشكل، مع زخرفة تتركز على واجهتها الرئيسية. وبالتالي، طُور الأسلوب من أجل سياق معماري مماثل عُثر عليه في شوارع وسط المدينة، أواخر القرن التاسع عشر.

## السياق

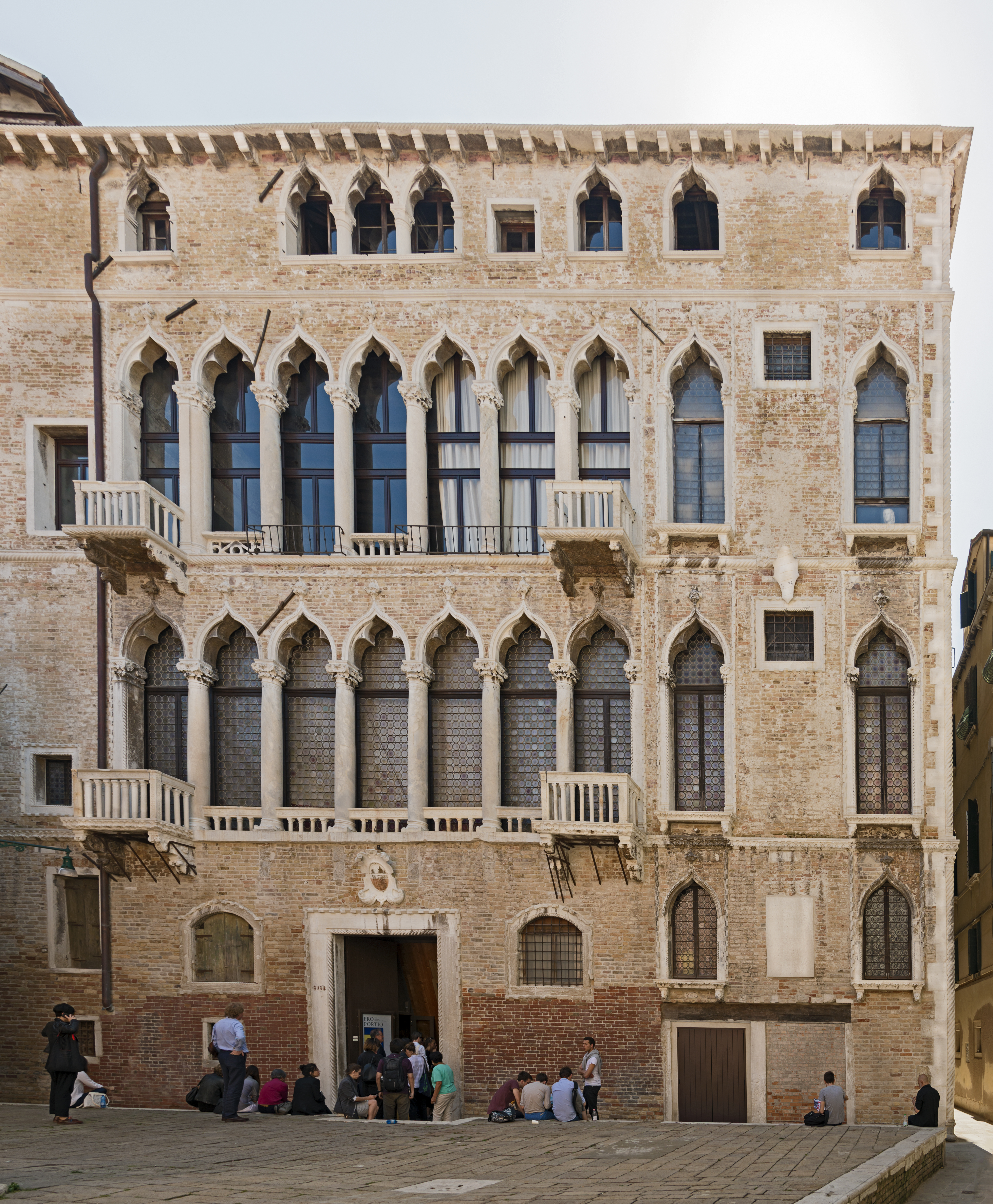
قصر بيسارو أورفاي، القرن الخامس عشر

بُنيت البندقية على تربة من الطمي، لذلك تجد جميع المباني في المدينة، والتي ما يزال معظمها حتى اليوم، مدعومة بأعداد كبيرة من أكوام الخشب المغروسة في الطين، التي تعلوها مواد البناء المعتادة وهي الطابوق، على الرغم من أن الواجهات الرئيسية كانت تُكسى بالحجر الإستري وهو نوع فاخر من الحجر الجيري ولكنه ليس رخامًا، مع أنه غالبًا ما يُسمى كذلك. جاء هذا الحجر عن طريق البحر من محاجر إستريا من التيرافيرما، اليوم في كرواتيا. تُستخدم غالبًا أنواع أخرى من الحجر بألوان مختلفة لتحقيق التباين، خاصة الحجر الأحمر من فيرونا. كان جص المارمورينو، المصنوع من الحجر الجيري المطحون والطوب وشظايا الطين النضيج، المادة النموذجية المستخدمة في التشطيبات النهائية للجدران الداخلية والخارجية منها في بعض الأحيان. دُعمت الأسقف المستوية بجوائز من الخشب عوضًا عن الأقبية، التي قد تتشقق بما أن أساس المبنى عبارة عن أكوام خشبية.
بُني مسبقًا جزء كبير من المدينة الرئيسية التي اكتظ مركزها بعدد كبير من المباني، ويظهر ذلك بوضوح في النقش الخشبي الضخم لياكوبو دي بارباري بعنوا منظر لمدينة البندقية الذي صنعه من خلال مشهد مرتفع للمدينة في عام 1500. كانت البندقية أكثر مدن إيطاليا عرضة للحرائق، نظرًا لاكتظاظ المباني، وهذا ما جعلها تحتاج دائمًا لمباني جديدة.

## القصور
لم يشكل العنصر الدفاعي قلقًا كبيرًا أثناء تصميم قصور البندقية، على عكس القصور أو منازل الأغنياء في المدن الإيطالية الأخرى، واحتوت في كثير من الأحيان على «خنادق» في بعض جوانبها. شجع مركز المدينة المكتظ المباني المرتفعة وفقًا لمعايير هذه الفترة، وكان المصدر الرئيسي للإضاءة في هذه المباني هو الواجهة الأمامية، بالتالي كان لا بد من احتوائها على نوافذ أكثر عددًا وأكبر حجمًا مقارنة مع القصور في أي مكان آخر.
استُخدمت معظم القصور لأغراض تجارية في طابقها الأرضي، وكمنازل سكنية في الأعلى. تمتلك الطوابق الأرضية على عدد قليل من الغرف، ربما يعود سبب ذلك لحدوث الفيضانات بشكل متكرر، ودرج كبير إلى حد ما يؤدي إلى الطوابق السكنية العليا حيث تكون الأسقف منخفضة إلى حد ما وفقًا لمعايير بناء القصور. تسمح البورتيكو المطلة على القنال بتحميل البضائع وتفريغها، وتؤدي إلى مساحة كبيرة تُسمى أندرون، تُخزن فيها البضائع وتجري فيها المعاملات التجارية. يوجد في الطابق العلوي غرفة كبيرة أخرى تُسمى البورتيغو أو سالون، تقع في المركز وتأخذ شكل حرف «T»، ويدخل ضوء الشمس إليها من خلال النوافذ وتُستخدم كمساحة رئيسية لتناول الطعام والترفيه. يؤدي درج مفتوح في الجزء الخلفي إلى فناء صغير يحتوي على فوهة البئر وغالبًا باب خلفي يؤدي إلى الشارع.
تُخلي عن البورتيكو بحلول القرن الثالث عشر، واستُبدلت بواحد أو أكثر من المداخل الكبير المؤدية إلى الأندرون.

## لمحة تاريخية

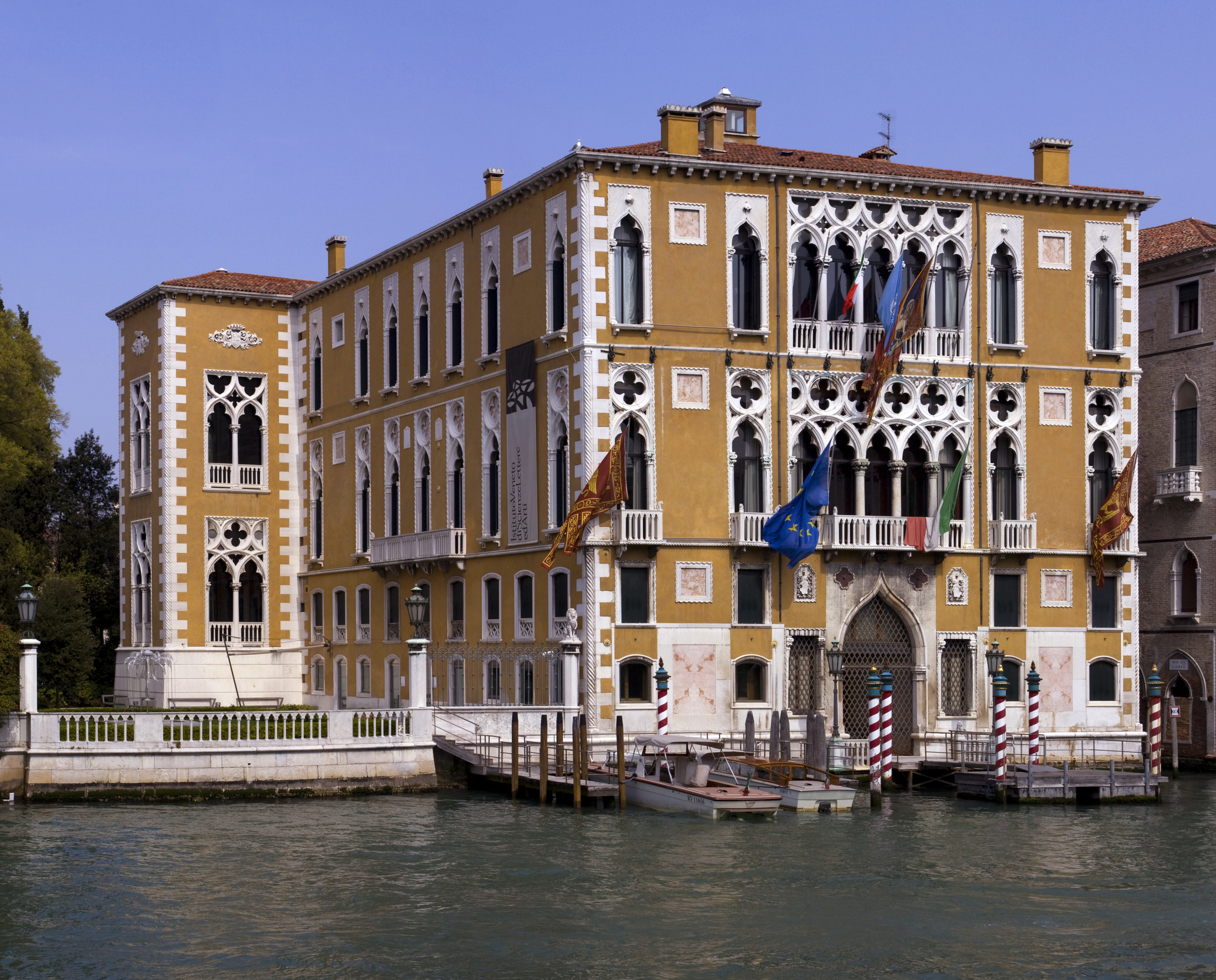
قصر كافالي فرانكيتي على القنال الكبرى، مُدت النافذة ذات أسلوب القرن الخامس عشر، لتصل إلى الجانبية في القرن التاسع عشر

وصلت الفترة القوطية إلى البندقية في فترة من الرخاء، حين كانت الطبقة العليا تمول بناء كنائس جديدة إلى جانب منازل فخمة وجديدة لها. بدأت الأنظمة الدينية خلال هذه الفترة، باستقطاب الأسلوب القوطي إلى كنائس البندقية من البر الرئيسي لإيطاليا. يمكن رؤية أهم الأمثلة على هذه الموضة المعمارية الجديدة في سانتي جوفاني إي باولو وفراري. لم تُصبح القوطية البندقية أسلوبًا متميزًا في حد ذاته، إلا عند بدء الفترة التي ازداد فيها إنشاء القصور. أنتج خالقو هذا الأسلوب نهجًا فريدًا كليًا في العمارة متأثرين بقصر دوجي، تتناغم فيه الموضوعات القوطية والبيزنطية والشرقية.

## الخصائص والأمثلة

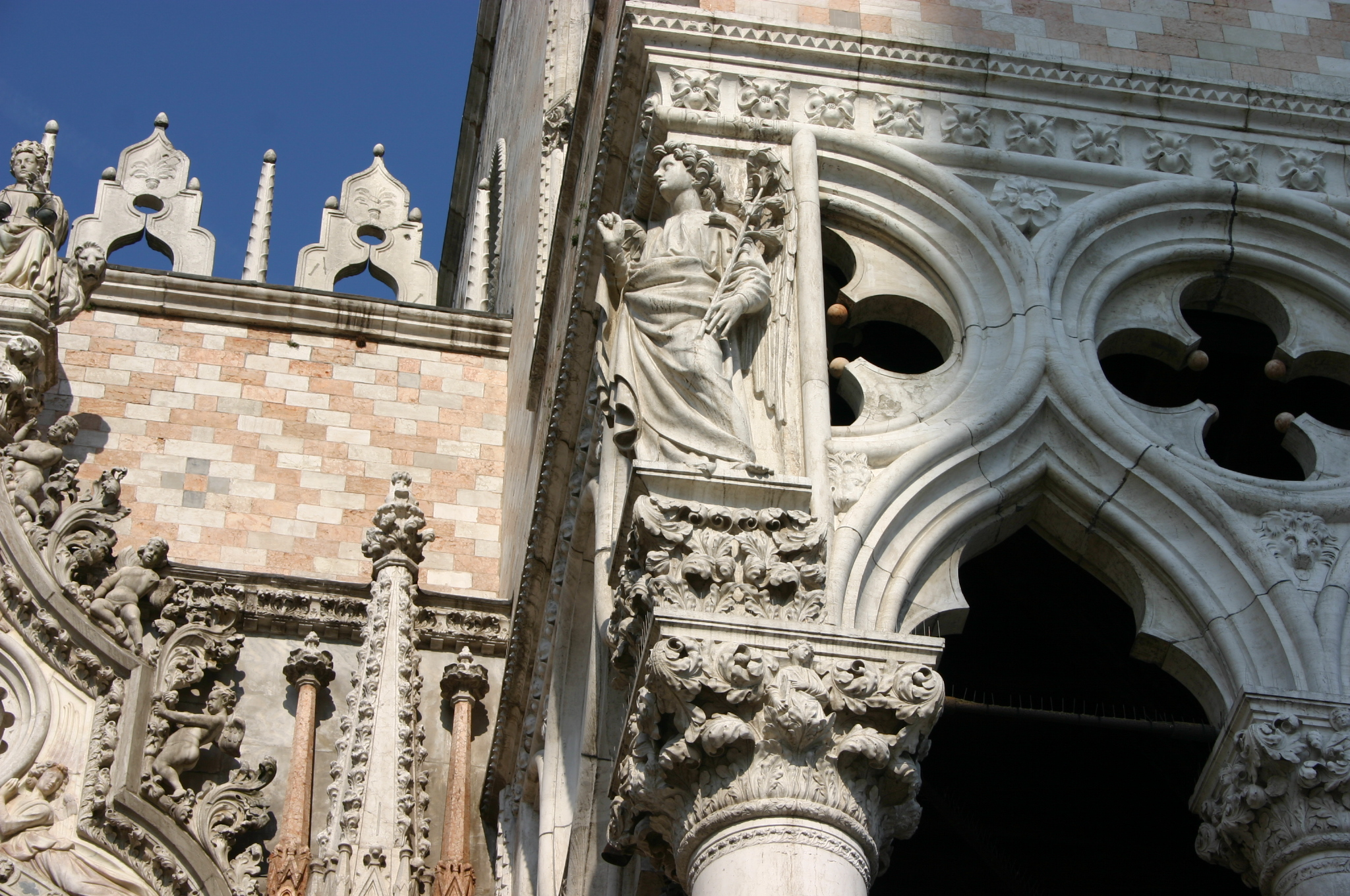
يظهر في الركن الخارجي من قصر دوجي، المزيج المعقد الذي يشكل «القوطية» المتأخرة في البندقية

وصف روسكين، أن قوس أوجي في بداية التطور الأسلوبي للقوس القوطي الخاص بالبندقية، وليس في منتصفه أو نهايته، كما في أماكن أخرى. بدأت الأقواس المستديرة في إنبات نقاط على حافتها الخارجية بينما ظلت دائرية في الداخل. لكن التدرج البسيط للأسلوب لا يظهر دائمًا في المباني الفعلية، التي يُرى فيها مجموعة متنوعة من الأساليب التي تنتمي لفترة معينة.
لم يُعتمد قوس أوجي بشكل شائع في المباني الكنيسة بل اسُتعيض عنه بالقوس القوطي الإيطالي التقليدي الذي صمد عدد قليل منه. على العكس من ذلك، يمكن مشاهدة الأقواس القوطية التقليدية في القصور «فقط في أكثر العناصر صلابة». لم يكن هناك من داع لاستخدام العناصر الإنشائية من العمارة القوطية، التي تسمح بارتفاع أقبية أعلى مع مرونة أكبر في مخطط الطابق الأرضي، نظرًا لأن الأرض الطينية غير المستقرة لم تشجع على استخدام الأقبية.
استخدمت زخرفة المتشابكات والمتداخلات الزجاج فقط في شمال أوروبا، لكنها دعمت في القوطية البندقية وزن المبنى بأكمله. لذلك، فإن الوزن النسبي الذي تتحمله الدعامات يشير إلى انعدام الوزن النسبي للمباني ككل. يعطي هذا (وما يرتبط به من انخفاض استخدام الجدران الحاملة للوزن) الأسلوب المعماري القوطي في البندقية خفة ورشاقة في الهيكل.